# Skopas
Skopas (grčki: Σκόπας, Paros, 420. pr. Kr. - † oko 330. pr. Kr.) bio je grčki kipar i arhitekt, rođen na otoku Parosu.
Skopas je najpoznatiji po svom radu na Mauzoleju u Halikarnasu na kojem je radio zajedno s Praksitelom. On je izveo većinu reljefa na mauzoleju.  Skopas je vodio izgradnju novog hrama božice Atene Aleje u Tegeji.
Poput Lizipa, i Skopas je bio slijedbenik visokih standarda klasične grčke skulpture koje je postavio kipar Poliklet. 
Njegovi portreti glava, uvijek su gotovo pravilni kvadrat s duboko usađenim očima i blago otvorenim ustima.
Njegovi vrlo rijetki radovi čuvaju se danas u Britanskom muzeju u Londonu (većina reljefa).
- Skulptorski dijelovi s hrama Atene Aleje iz Tegeje čuvaju se u Nacionalnom Arheološkom muzeju u Ateni.
- Kip boga Aresa (Ludovisi - to je zapravo rimska kopija njegova rada) čuva se u Rimu u Palači Altemps.
- Kip Apolona Citharoedusa (rimska kopija njegova rada) čuva se u Kapitolskom muzeju u Rimu.
- Bista Meleagera (to je zapravo rimska kopija njegova rada) čuva se u muzeju Fogg u Harvardu, Massachusetts, Sjedinjene Američke Države.